# Nintedanib

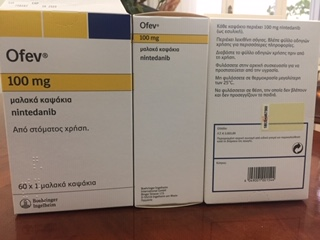
Confezioni da 100 mg di Ofev

Il Nintedanib, commercializzato in Italia con il nome OFEV, è un farmaco approvato per la cura della fibrosi polmonare idiopatica (IPF = Idiopathic Pulmonary Fibrosis) e, in associazione ad altri farmaci, per la cura di alcune forme di carcinoma polmonare non a piccole cellule (NSCLC, Non Small Cells Lung Cancer).
È una piccola molecola con effetto di inibitore delle tirosin-kinasi ed ha come target il recettore per il fattore di crescita endoteliale vascolare (VEGFR), il recettore per il fattore di crescita dei fibroblasti (FGFR) ed il recettore per il fattore di crescita derivante dalle piastrine (PDGFR).